# Jean Achard (pilote)
Vous lisez un « bon article » labellisé en 2018.
Pour les articles homonymes, voir Jean Achard et Achard.
Pas d'image ? Cliquez ici
Jean-Jacques Grosman dit Jean Achard est un journaliste et un pilote automobile français, né le 15 mars 1918 à Paris 14e et mort le 14 juillet 1951 à Rio de Janeiro, lors d'essais pour une course automobile. Il a notamment participé à une dizaine de Grands Prix hors-championnat après-guerre.
Jean-Jacques Grosman intègre la Résistance durant la Seconde Guerre mondiale sous le pseudonyme de « Jean Achard ». À la Libération, il devient journaliste et rédacteur en chef de Debout avant de s'orienter vers la compétition automobile. Il participe à quatre Grands Prix hors-championnat pour sa première année, en 1946, avec une notable sixième place au Grand Prix d'Albi. Pilote officiel de l'Écurie Gersac en 1947 sur des Delage, il obtient pour meilleur résultat une quatrième place au Grand Prix de Pau. En juillet, il pilote à nouveau au Grand Prix d'Albi, pour sa propre équipe : France Course. Mais victime d'un grave accident qui tue une spectatrice, il choisit de mettre sa carrière de pilote entre parenthèses.
Fin 1950, il reprend le sport automobile. Il émigre au Brésil en janvier 1951 pour participer aux Grands Prix locaux. Il s'inscrit également aux 500 miles d'Indianapolis 1951 mais ne prend finalement pas part à la course. Il monte sur son premier podium lors du Grand Prix de Boa Vista. En juillet de la même année, il abandonne sa Talbot-Lago T26C pour une Ferrari 125F1. Lors d'essais sur le circuit de Gávea avec sa nouvelle voiture, il percute un mur et meurt, à l'âge de 33 ans.

## Biographie

### Jeunesse et activité résistante (1918-1945)
Né à Paris en 1918, Jean-Jacques Grosman a 21 ans quand la France est envahie par l'Allemagne nazie.
Durant la Seconde Guerre mondiale, il entre dans la Résistance française et prend le nom de « Jean Achard le Breton »,. Lors de la Libération, il devient rédacteur en chef du journal de résistance Debout, fondé par le résistant Claude Julien, lié aux Jeunesses ouvrières chrétiennes,. Il devient par la suite président de la Fédération nationale française des anciens combattants.

### Compétition automobile en France (1946-1947)

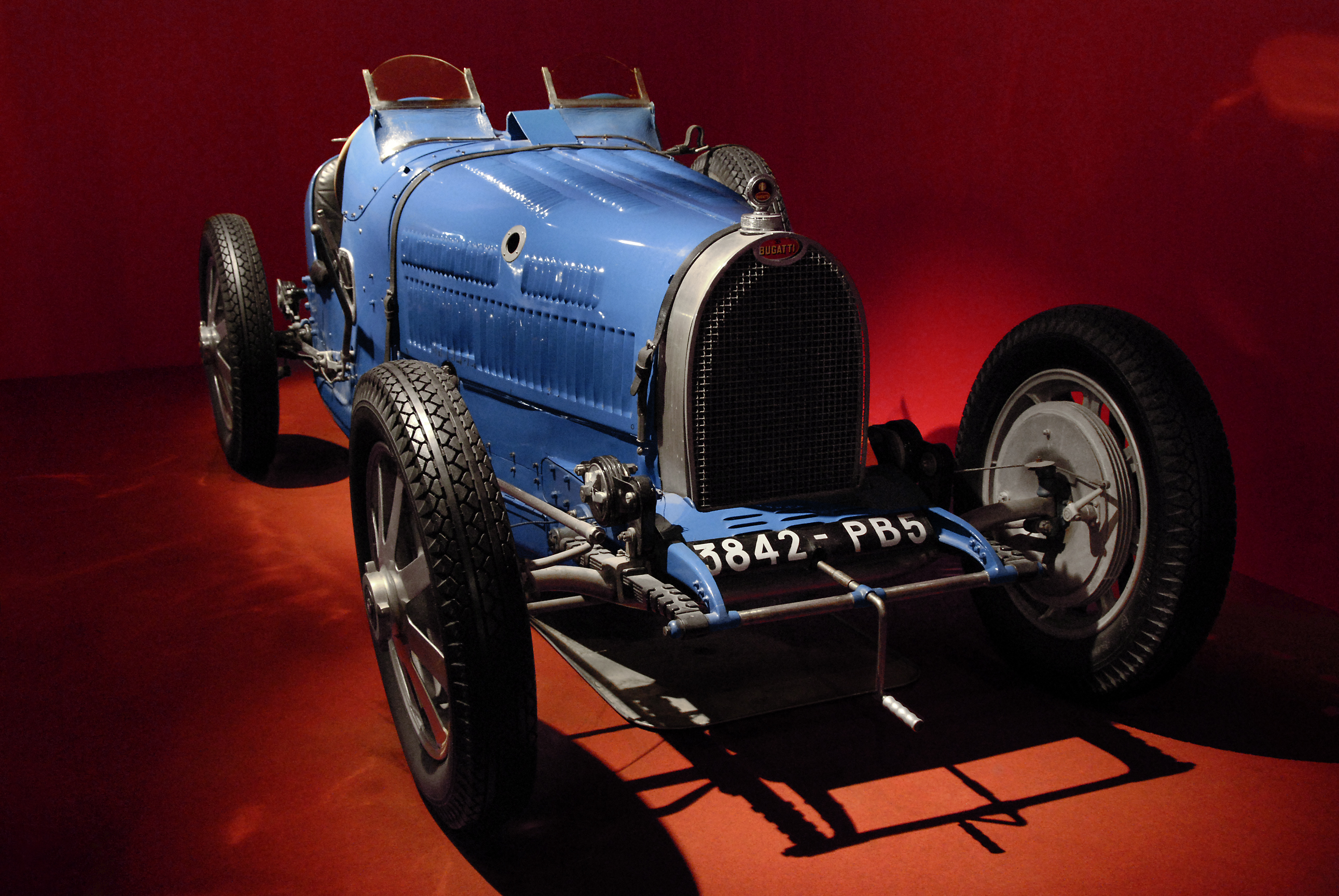
Jean Achard doit faire ses débuts en compétition automobile sur une Bugatti Type 35 lors du Grand Prix de Marseille 1946, auquel il ne prendra pas le départ.

Après la Libération, il continue de se faire connaître sous le nom de Jean Achard et commence, par passion, à participer à plusieurs courses automobiles, au niveau régional et national, d'abord sur une Maserati 1500, puis sur des Delage et des Delahaye. Inscrit pour participer au Grand Prix de Marseille 1946 sur une Bugatti Type 35, il ne se présente finalement pas à l'événement. Il commence sa saison à la Coupe de la Résistance sur une Maserati 4CM, abandonnant au treizième des quarante-sept tours de l'épreuve.
Au Grand Prix d'Albi, sur Maserati 4CL, il termine sixième de la première course, puis neuvième de la deuxième, pour finalement se classer sixième du Grand Prix,,,. En juillet, sur le circuit de Nantes, il participe au Prix des 24 Heures du Mans, où il affronte les plus grands pilotes du pays comme « Raph », Pierre Levegh, Jean-Pierre Wimille, Louis Rosier ou Maurice Trintignant, mais il abandonne, comme plus de la moitié des concurrents engagés, dès le premier tour, sur problème mécanique. Au Circuit des Trois-Villes, Jean Achard achète une Delahaye 155 V12 (châssis no 48774) à Ernest Friderich, se qualifie quatrième (et premier des Delahaye), mais est disqualifié pour un faux départ. Durant cette année, il pilote au sein de sa propre équipe, France Course, dirigée par Jean Leroy, mais il lui arrive également de piloter parfois pour l'Écurie Atalante,,.
En 1947, il rejoint l'Écurie Gersac où il a pour coéquipiers Philippe Étancelin, Pierre Levegh et Maurice Trintignant,. Jean Achard laisse sa Delahaye pour une Delage. S'élançant de la onzième position sur la grille de départ, il commence sa saison en se classant quatrième du Grand Prix de Pau,, sous un ciel ensoleillé. Terminant l'épreuve à trois tours du vainqueur Nello Pagani, il se plaint toutefois de sa voiture dans les virages. Sa quatrième place lui permet d'obtenir une récompense de 60 000 francs français.
Pointant alors à la troisième place du championnat de France, il part de la neuvième place au Grand Prix du Roussillon se disputant sur piste sèche, mais est alors victime d'un accident au septième tour, qui impliquera ensuite Georges Grignard, son coéquipier Philippe Étancelin et Roger Loyer. Son tour le plus rapide en course, est le plus lent de tous les pilotes, à onze secondes du meilleur tour. Au mois de mai, il participe au Bol d'or sur Simca,. Il prend part ensuite à la Jersey Road Race : qualifié dix-neuvième, il parvient à remonter jusqu'à la huitième place finale, à quatre tours du vainqueur Reg Parnell. Roulant toujours sur Delage, il poursuit ensuite avec le Grand Prix de Marseille, se déroulant sous le soleil, et termine sixième à quatre tours du premier, Eugène Chaboud. Ce nouveau résultat lui permet de se placer à la quatrième place du championnat,. Au Grand Prix de Nîmes, sa course s'arrête rapidement après un accident dans le premier tour. Début juillet, il est également inscrit au premier Grand Prix de Reims, mais déclare forfait et ne prend pas le départ.
Au Grand Prix d'Albi de 1947, il revient sur une Delahaye 155, préalablement utilisée par lui-même en 1946 et par Pierre Levegh au Grand Prix de Nîmes de cette année,. Sous un soleil très fort et une chaleur étouffante, il est victime d'un très grave accident au premier virage après la ligne droite des stands du vingt-et-unième tour de la course, où il perd la roue arrière gauche de sa Delahaye qui percute mortellement une spectatrice et blesse une autre personne,,. Cet accident lui fait arrêter la compétition automobile pour les années suivantes. Auparavant, il s'était inscrit pour le Grand Prix du Comminges, mais ne participe donc finalement pas à l'événement et vend sa Delahaye à André Simon.

### Émigration au Brésil et accident fatal (1951)

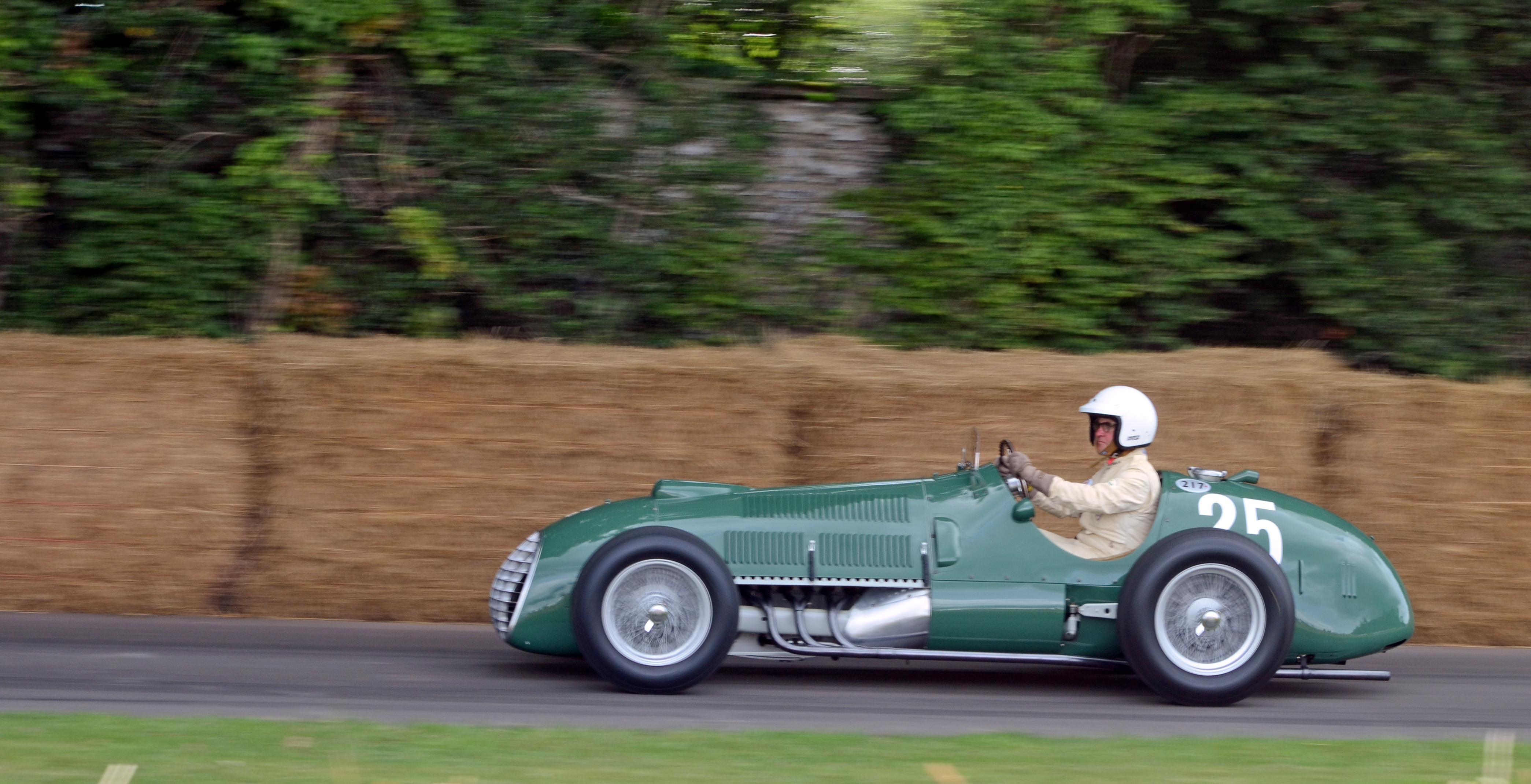
C'est au volant de la Ferrari 125 F1 que Jean Achard trouve la mort, lors d'essais autour de Rio de Janeiro en 1951.

En novembre 1950, Jean Achard achète la Talbot-Lago T26C (châssis no 110008) de 1948 à Philippe Étancelin qui prend sa retraite,. En janvier 1951, il fait son retour en sport automobile et émigre au Brésil pour participer à la saison locale de courses,. Il commence la saison en terminant cinquième du Grand Prix de São Paulo, puis troisième du Grand Prix de Boa Vista, un mois plus tard,. Cette même année, il s'inscrit sur la liste d'entrée des 500 miles d'Indianapolis, comptant pour le championnat du monde de Formule 1, où il est le seul pilote étranger du plateau, en engageant personnellement sa Talbot-Lago T26C. Il ne prend finalement pas le départ de la plus grande course américaine. Il n'est pas certain s'il était présent et qu'il a échoué à se qualifier pour la course, ou s'il était tout simplement absent,. Jean Achard reste, à ce jour, l'unique pilote de l'histoire de la Formule 1 à s'être engagé en Grand Prix avec le no 100,.
En juillet 1951, Achard vend sa Talbot au Brésilien Antonio Pinheiro Pires pour désormais piloter la Ferrari 125 F1 qui appartenait auparavant à ce dernier,. Le 14 juillet 1951, en essais pour une course brésilienne à Rio de Janeiro, au volant de sa Ferrari, Jean Achard percute un mur et meurt à l'âge de 33 ans,. Le Français aurait confondu les pédales d'accélérateur et de freins, qui étaient inversées par rapport à celles de la Talbot qu'il utilisait d'ordinaire,,. Quant à la course pour laquelle s'entraînait Achard, un doute subsiste entre le Grand Prix de la Cité de Rio de Janeiro et la course de côte de Subida da Gávea.

## Résultats en Grands Prix
| Année | Grand Prix               | Écurie                                | Voiture          | Moteur      | Résultat                                          |
| ----- | ------------------------ | ------------------------------------- | ---------------- | ----------- | ------------------------------------------------- |
| 1946  | Grand Prix de Marseille  | Inconnue                              | Bugatti Type 35  | Bugatti L8  | Non partant                                       |
| 1946  | Coupe de la Résistance   | Privé (France Course)                 | Maserati 4CM     | Maserati L4 | Abandon                                           |
| 1946  | Grand Prix d'Albi        | Privé (France Course)                 | Maserati 4CL     | Maserati L4 | 6e                                                |
| 1946  | Circuit des Trois-Villes | Écurie Atalante (SFACS Écurie France) | Delahaye 155     | Delahaye L6 | Non partant                                       |
| 1947  | Grand Prix de Pau        | Écurie Gersac                         | Delage 3000      | Delage L6   | 4e                                                |
| 1947  | Grand Prix du Roussillon | Écurie Gersac                         | Delage 3000      | Delage L6   | Abandon (accident au 8e tour)                     |
| 1947  | Jersey Road Race         | Écurie Gersac                         | Delage 3000      | Delage L6   | 8e                                                |
| 1947  | Grand Prix de Marseille  | Écurie Gersac                         | Delage 3000      | Delage L6   | 6e                                                |
| 1947  | Grand Prix de Nîmes      | Écurie Gersac                         | Delage 3000      | Delage L6   | Abandon (accident au 2e tour)                     |
| 1947  | Grand Prix d'Albi        | Privé (France Course)                 | Delahaye 155     | Delahaye L6 | Abandon (accident au 21e tour : perte d'une roue) |
| 1951  | Grand Prix de São Paulo  | Privé (France Course)                 | Talbot-Lago T26C | Talbot L6   | 5e                                                |
| 1951  | Grand Prix de Boa Vista  | Privé (France Course)                 | Talbot-Lago T26C | Talbot L6   | 3e                                                |

| Année | Grand Prix               | Écurie                | Voiture          | Moteur    | Pneus | Résultat          |
| ----- | ------------------------ | --------------------- | ---------------- | --------- | ----- | ----------------- |
| 1951  | 500 miles d'Indianapolis | Privé (France Course) | Talbot-Lago T26C | Talbot L6 | F     | Non-participation |